# 프리티 베이비
《프리티 베이비》(Pretty Baby)는 1978년 개봉한 미국의 역사 드라마 영화이다. 루이 말이 감독을, 폴리 플랫이 각본을 맡았다. 영화 제목은 토니 잭슨의 "Pretty Baby"에서 따 지었으며, 해당 곡은 영화 내 수록곡으로도 쓰였다. 20세기 미국 뉴올리언스 지역 내 홍등가에서 벌어진 청소년 매춘을 다룬 작품이다. 

## 출연

### 주연
- 키스 캐러딘
- 수잔 서랜든
- 브룩 쉴즈

### 조연
- 안토니오 파가스
- 프란세스 파에
- 게리트 그라함
- 매 메르세
- 다이애나 스카위드
- 바바라 스틸
- 매튜 안톤
- 서렛 스콧

## 기타
- 협력프로듀서: 폴리 플랫
- 미술: 트레버 윌리엄스
- 의상: 미나 미틀먼
- 배역: 게리 체이슨
- 배역: 줄리엣 테일러